# Музика Монако

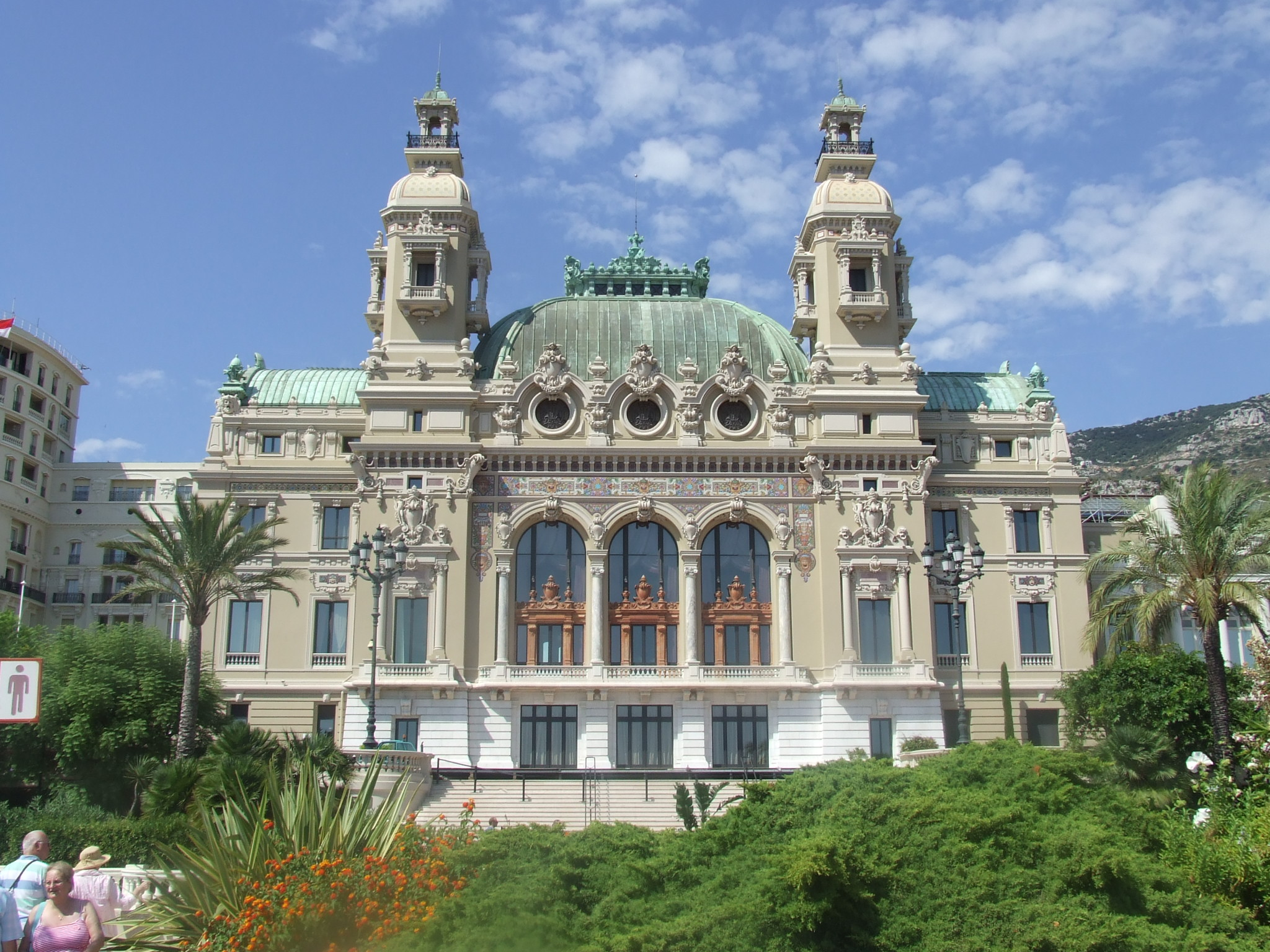
Фасад Сале Гарньє — будинку Опери Монте-Карло (з боку моря)

Монако — місто-держава, що простяглася вздовж узбережжя Середземного моря на півдні Франції. Країна довгий час перебуває під урядуванням династії Грімальді, яка заохочує музичний розвиток. Принц Монако Реньє III запровадив премію свого імені за музичний твір, щоб нагороджувати нею монегаських музикантів.
1863 року було засновано Філармонічний оркестр Монте-Карло. З 1879 року місцем перебування оркестру стала будівля Оперного театру Монте-Карло. Цим досить відомим у світі класичної музики колективом диригували Ігор Маркевич, Ловро фон Матачич, Поль Паре, Лоренс Фостер, Джанлуїджі Гелметті і Луї Фремо.
Оперний театр Монте-Карло віртуозно представляє ліричне мистецтво і пропонує виняткові постановки, зокрема оперу Верді «Набукко», вперше показану в князівстві 2002 року. Оперний театр Монте-Карло під керівництвом Жана-Луї Гренда включає хор зі 120 співаків, 60 артистів другого плану, володіє великою кількістю танцюристів і 300 костюмами та виносить на суд глядачів абсолютно нові версії барокових опер або пікантні оперети.
1973 року утворено дитячий хор «Маленькі співаки Монако». Саме тоді капельмейстер Палатинської каплиці Філіп Деба (Philippe Debat) одержав розпорядження уряду відправити навколо світу хор із самих дітей. Ця практика продовжує традицію з часів правління князя Антуана I, за якого хор дітей співав літургії у Палатинській каплиці.
У Монако народився знаменитий французько-монегаський автор-виконавець Лео Ферре.
Монегаським автором-виконавцем, який виступає і нині, є Джош Стенлі, який привернув до себе певну увагу своєю піснею «Sarko Song», присвяченою колишньому французькому президенту Ніколя Саркозі. Він розпочав свою музичну кар'єру в 2010 році і швидко завойовував усе нових і нових прихильників по всій Франції та у США.
Князівство незмінно зустрічає весну еклектичним фестивалем «Весна мистецтв». Для цієї унікальної культурної події щорічно обирається певна центральна тема. Це музика, звичайно, з операми, вечорами і концертами, а також танець, театр, кіно і образотворчі мистецтва фестиваль дозволяє відкрити нові таланти, побачити які відбулися артистів і отримати нові враження.
Під патронатом Його Високості Суверенного Принца діє театр імені княгині Грейс, пропозиція якого охоплює від комедії до джазу, від класики до лялькового театру, від відеопоказів до гумористичних сольних концертів.
У минулому Монако регулярно брало участь у конкурсі «Євробачення»: у 1959—1979 та 2004—2006 рр. Єдина перемога країни в конкурсі сталася 1971 року, коли співачка Северін виконала пісню «Un banc, un arbre, une rue».